# Rue Bagg
La rue Bagg est une petite rue résidentielle de Montréal.

## Situation et accès
D'orientation est-ouest, cette rue est située dans le quartier du Plateau à Montréal. 

## Origine du nom
Elle tire son nom de Stanley Clark Bagg, un homme d’affaires qui devint le plus grand propriétaire terrien de la ville de Montréal après les Sulpiciens vers le milieu du XIXe siècle.

## Historique
Elle fut désignée ainsi en 1889. 

## Bâtiments remarquables et lieux de mémoire
- Bagg Street Shul